# 日帝本国人
日帝本国人（にっていほんごくじん）とは、日本の新左翼の東アジア反日武装戦線が定義した日本人の呼称。「日本帝国主義の本国人」の意味である。

## 概要
従来の左翼が用いていた日本人の呼称は「日本人民」であった。凄惨な同志殺し（山岳ベース事件）を行った連合赤軍ですら、「罪無き日本人民を傷つけてはならない」という左翼の仁義に基づき、あさま山荘事件の人質に危害を加えなかった。
ところが東アジア反日武装戦線は、日本人は「日本帝国主義」の担い手となった「犯罪民族」であり、「日本人民」なる呼称は、日本人の「反革命性」を隠蔽する欺瞞的用語に他ならないとする。
彼らの小冊子『腹腹時計』によると、「日帝本国の労働者、市民は植民地人民と日常不断に敵対する帝国主義者、侵略者である」と断じ、日本における労働運動自体を「反革命」としている。
日本人は階級の別に関係なく「帝国主義者」であり、被植民地人民に敵対する「寄生虫」に他ならないため革命の主体になりえないが、例外として自己否定をして反日闘争の闘士となることで革命の主体に転生できると説く。
この思想に基づき、東アジア反日武装戦線は自己否定をしない日本人を「日帝本国人」として断罪し、8人の死者と376人の重軽傷者を出した三菱重工爆破事件を正当化して無差別爆弾テロ（連続企業爆破事件）を繰り返していった。